# Podbrege
Podbrege (makedonsky: Подбреге) je vesnice v Severní Makedonii. Nachází se v opštině Jegunovce v Položském regionu.

## Geografie
Podbrege se nachází v severovýchodní části oblasti Položská kotlina, na levé straně řeky Vardar. Obec je rovinatá a leží v nadmořské výšce 350 metrů. Od města Tetovo je vzdálená 18 km.
Vesnicí prochází krajská silnice 2242 spojující Tetovo a Želino.
Nejbližšími vesnicemi jsou na severu Jegunovce, na jihozápadě Jančište a Raotince na východě. V okolí obce se nachází prameny Rupe a Zabel, z nichž si dříve obyvatelé zajišťovali vody.
Katastr vesnice je velmi malý a činí pouze 2,2 km2, převažuje hlavně orná půda o výměře 195 ha. Už za dob turecké nadvlády vesnice sloužila hlavně k zemědělství. Půdu zde obdělávali především Romové, kteří žili v pěti pracovních budovách, které se zachovaly až do roku 1947.
Díky zemědělství zde sídlí část závodu Jugochrom.

## Historie
Podbrege je velmi stará vesnice a první písemní zmínky o ní pochází z roku 1321. Srbský král Štěpán Uroš II. Milutin daroval všechny zdejší polnosti statkáři Borkovi v listinách kosovského kláštera Gračanica.
Další písemný doklad o obci pochází v let 1461 a 1462. Tetovský bej Mehmed se zmiňuje o loukách mezi vesnicemi Raotince a Podbrege, které získal darem. Jako svědek podepsal darovací listinu Turek Ismail bin Ibrahim.
Během nadvlády Osmanské říše byla vesnice městskou osadou v Položské kotlině, kde stála kasárna, jatka, lázně a mešita, vyráběly se zde obklady na kostely a náboženské stavby. Každý den zde probíhaly trhy. Vesnice byla ale během let zničena a místní obyvatelé ji přestavěli na menší osadu.
V okolí vesnice a i v ní se nachází pozůstatky staveb, mezi nejznámější patří zbytky mlýna a chrámu. Chrám se nacházel v části zvané Crkvište, západně od dnešní polohy vesnice. V roce 1947 obyvatelé na místě kostela vyorali peníze, kříž kostela, základy, mramorový sloup a lebky. V minulosti bylo toto místo zalesněné a na místě dnešních polí byly nalezeny pozůstatky hradeb. V okolí se nachází i zbytky budov civilních obyvatel.

## Demografie
Podle sčítání lidu z roku 2021 zde žije 199 obyvatel. Etnické skupiny jsou:
- Makedonci – 171
- Romové – 11
- Srbové – 10
- ostatní – 7

| Rok          | 1900 | 1905 | 1929 | 1948 | 1953 | 1961 | 1971 | 1981 | 1991 | 1994 | 2002 | 2021 |
| ------------ | ---- | ---- | ---- | ---- | ---- | ---- | ---- | ---- | ---- | ---- | ---- | ---- |
| Obyvatelstvo | 140  | 64   | 139  | 198  | 213  | 222  | 206  | 236  | 232  | 176  | 179  | 199  |

## Kulturní a přírodní památky

#### Archeologická naleziště

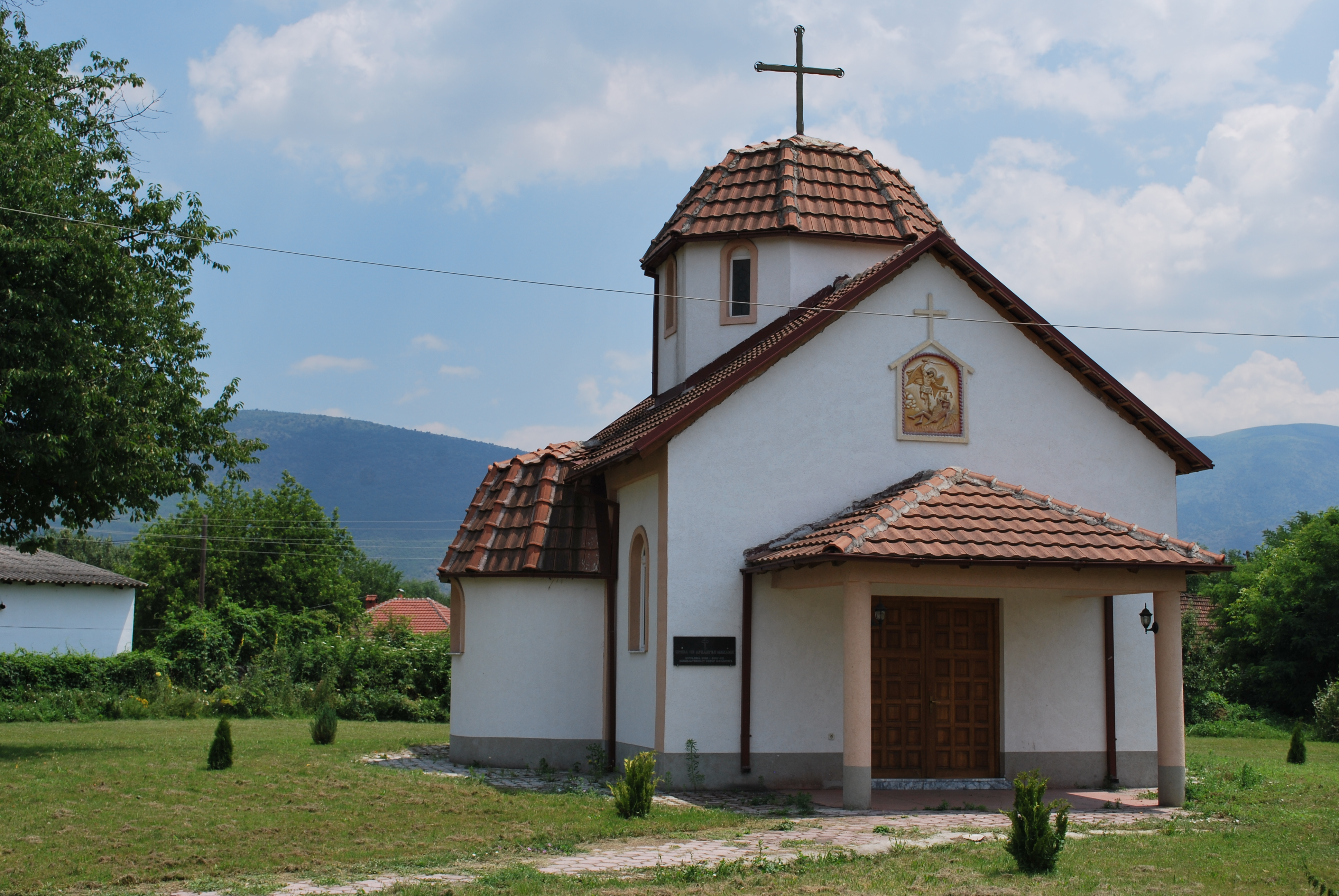
Kostel sv. Archanděla Michaela

- Manastirište – starokřesťanská bazilika a středověký kostel, jejichž pozůstatky se nacházejí 2 km západně od vesnice poblíž železniční trati

##### Kostely
- Kostel sv. Archanděla Michaela – hlavní vesnická modlitebna

##### Řeky
- Bistrica – pramení v pohoří Šar Planina, na pravém přítoku řeky Vardar, protéká vesnicí Podbrege

## Galerie

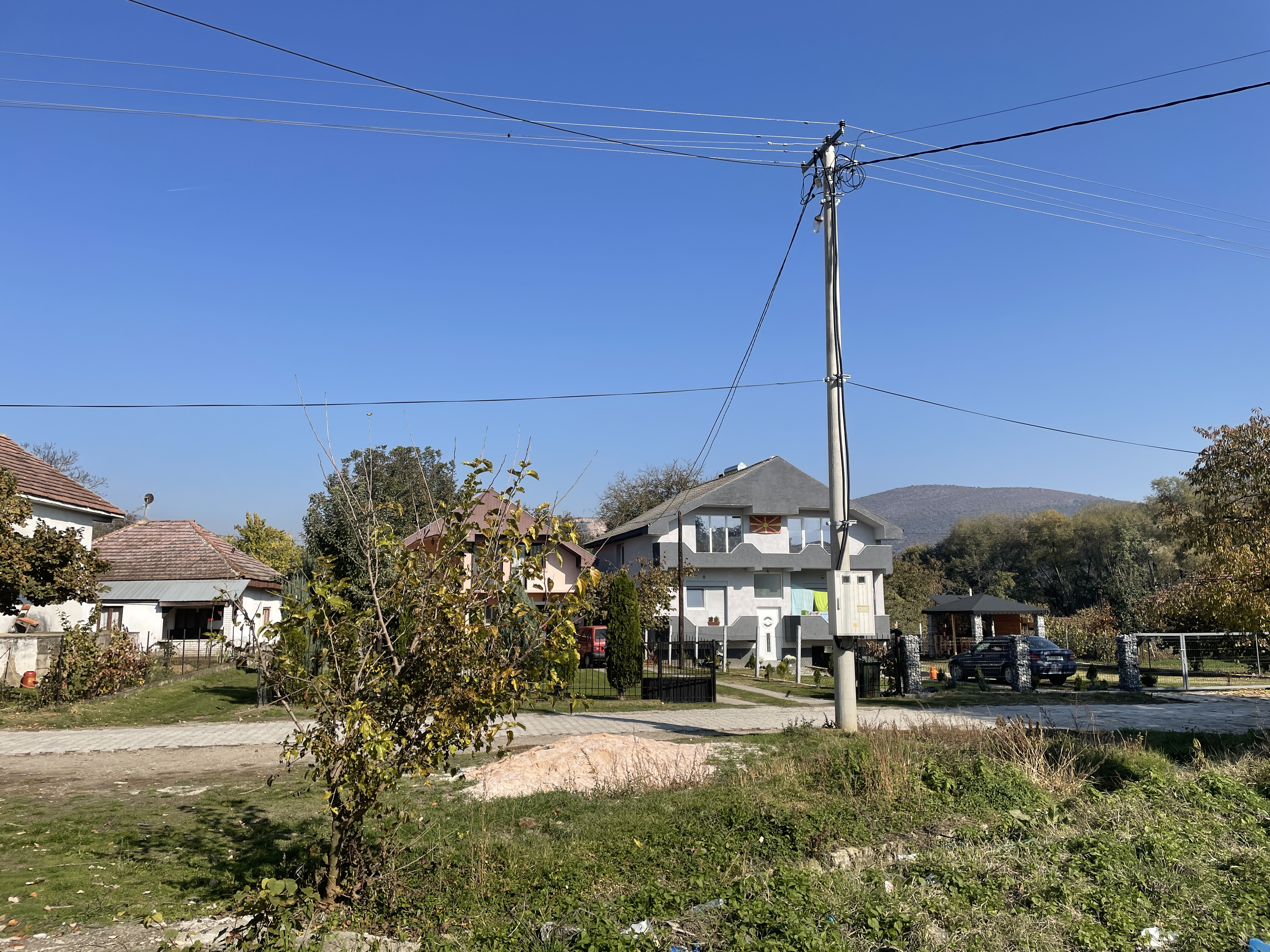
Domy ve vesnici
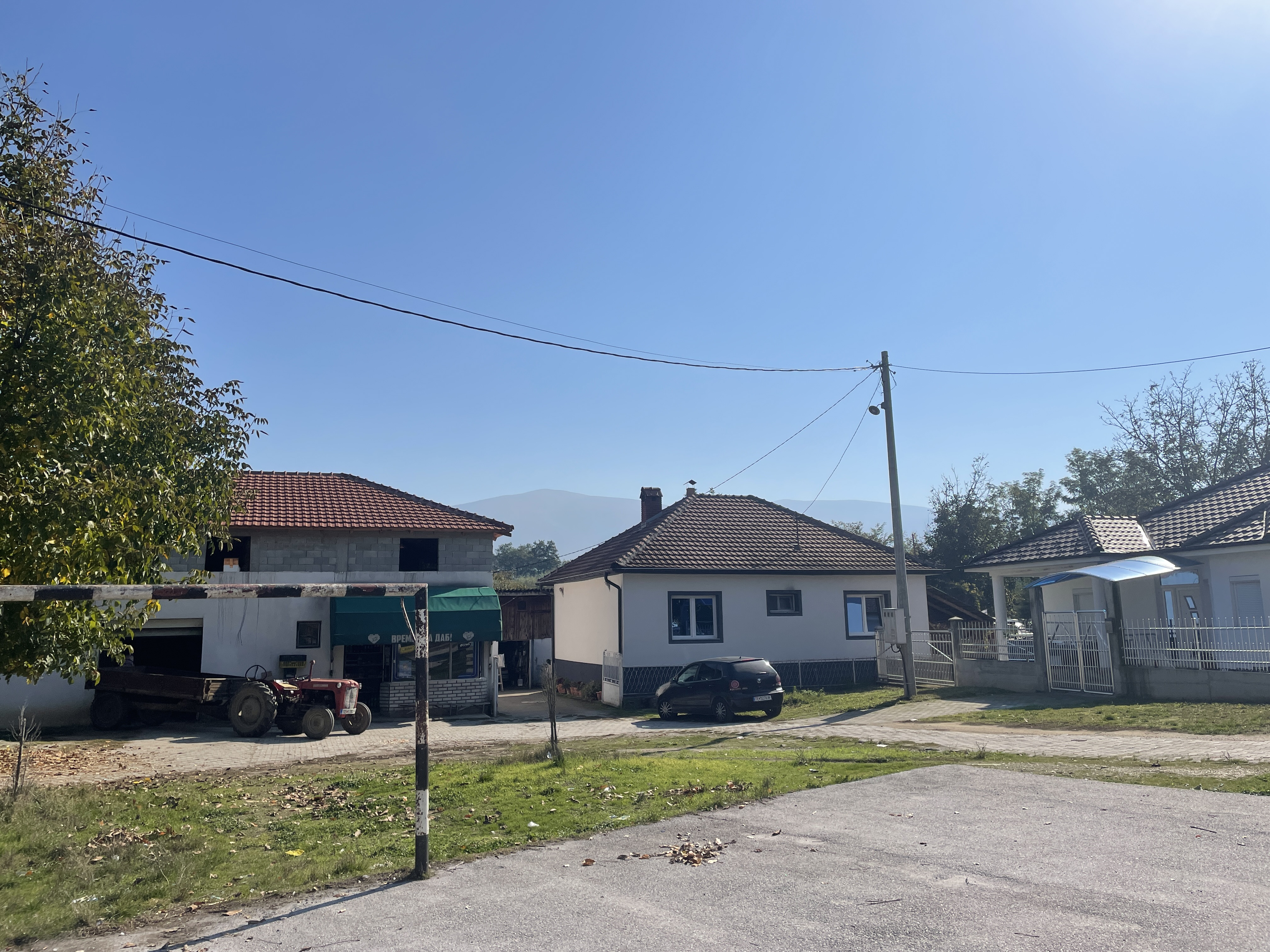
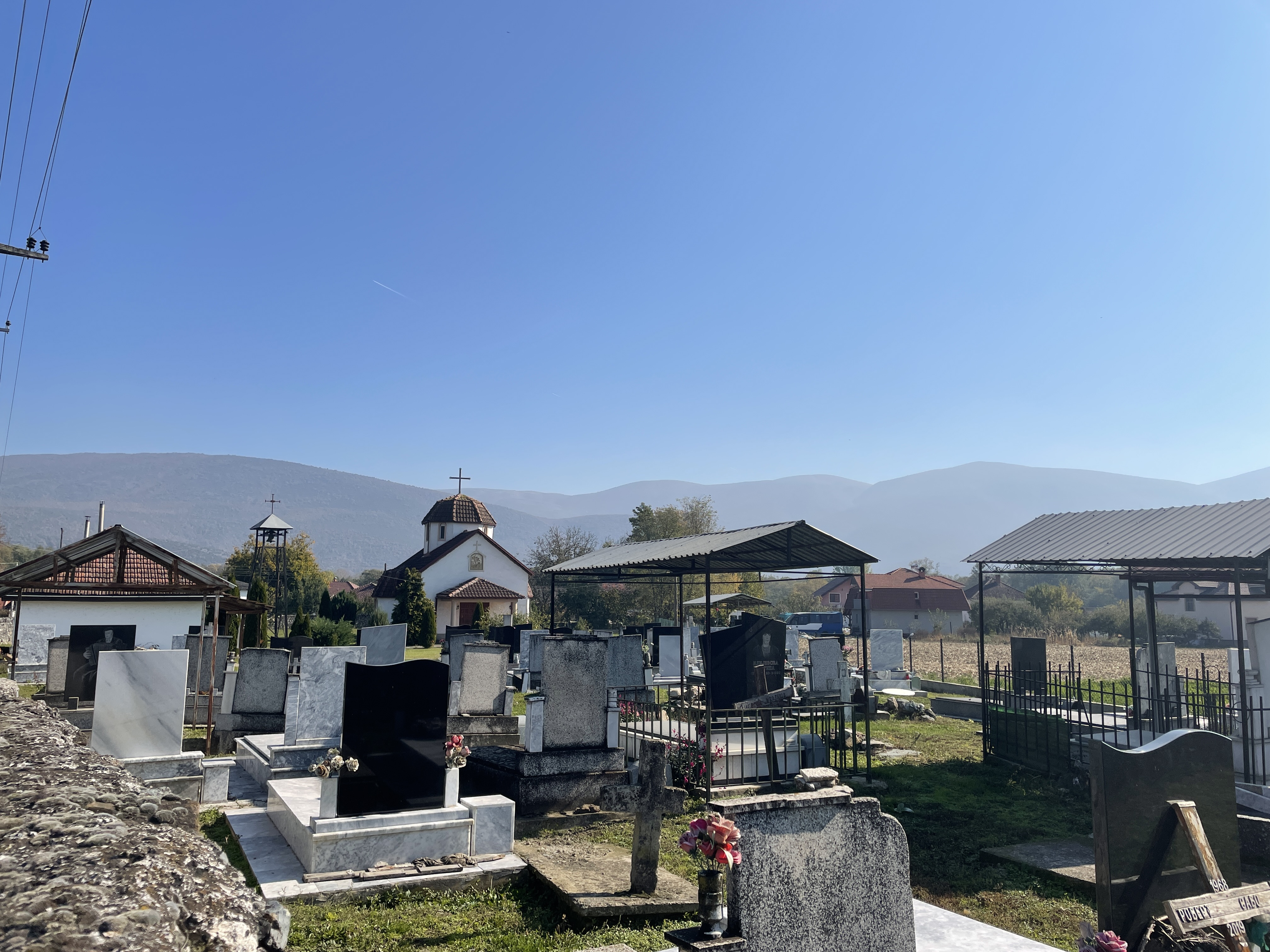
Hřbitov ve vesnici
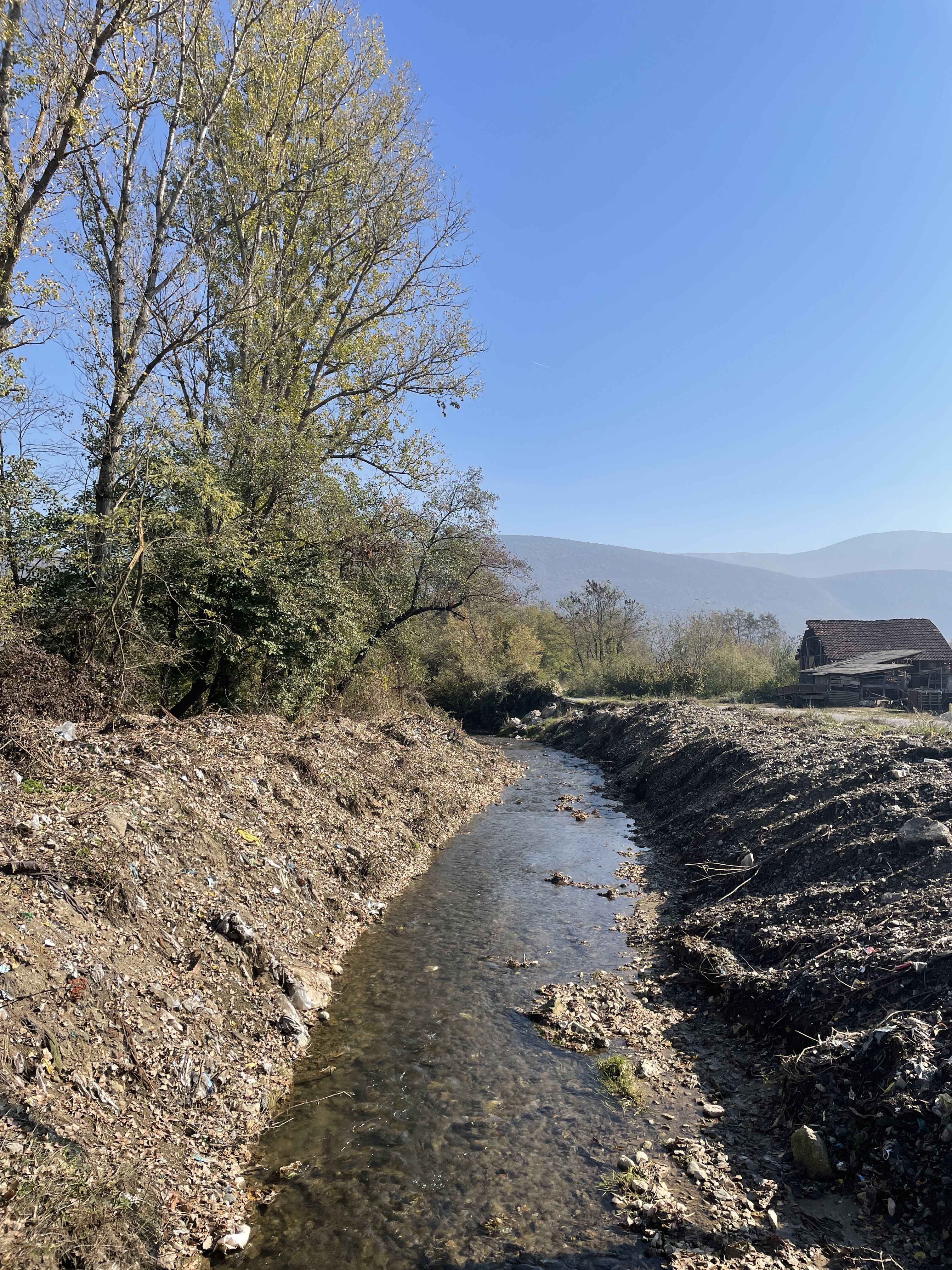
Řeka Bistrica